# Бюджетне регулювання
Бюджетне регулювання - це надання коштів із загальнодержавних джерел, що закріплені за бюджетом вищих рівнів, бюджетами нижчих рівнів з метою збалансування їх на рівні, необхідному для здійснення відповідних повноважень, виконання планів економічного й соціального розвитку на певній території.  
Бюджетне регулювання відображає процеси політичного та національного значення, що вирішують загальнодержавні завдання стосовно забезпечення економічного зростання, розвитку продуктивних сил, піднесення рівня добробуту населення, усунення розбіжностей у рівнях розвитку певних територій, фінансового забезпечення місцевого самоврядування, вирішення національних проблем тощо. Усе це надає бюджетному регулюванню виняткове значення та особливе місце у складі міжбюджетних відносин.

## Завдання бюджетного регулювання
У процесі бюджетного регулювання вирішується багато завдань, серед яких основними є:
- досягнення відповідності між видатками та доходами всіх бюджетів, тобто їхнє збалансування;
- створення зацікавленості органів місцевого самоврядування у повній мобілізації доходів на своїй території;
- забезпечення самостійності у використанні додатково одержаних коштів в процесі виконання місцевих бюджетів;
- перерозподіл бюджетних ресурсів між "багатими" й "бідними", у фінансовому розумінні, територіями;
- здійснення фінансового вирівнювання.

## Регулювання бюджетних відносин
Міжбюджетні відносини - відносини між державою та територіальними громадами щодо забезпечення відповідних бюджетів фінансовими ресурсами, необхідними для виконання функцій, передбачених Конституцією України та законами України.
Метою регулювання міжбюджетних відносин є забезпечення відповідності повноважень на здійснення видатків, закріплених законодавчими актами за бюджетами, та фінансових ресурсів, які мають забезпечувати виконання цих повноважень.
В основу побудови міжбюджетних відносин закладено принцип формування дохідної та видаткової частин кожного бюджету. Відповідно до цього принципу будь-який бюджет має бути забезпечений грошовими ресурсами, достатніми для покриття першочергових завдань. 